# JOYJOYエクスペリエンス
「JOYJOYエクスペリエンス」（ジョイジョイエクスペリエンス）は、monobrightの6枚目のシングル。2009年10月7日発売。発売元はDefstar Records Inc.。
キャッチコピーは、「秋立つ!迫りくるmonobright!驚愕のビッグバン!!」

## 解説
- アルバムから約半年ぶりのリリース。
- 初回生産限定盤と通常盤の2形態で発売。初回生産限定盤には「-かつてない衝撃の未知との遭遇!- 三大エクスペリエンス!!」と銘打った、スペシャルな秘策が設けられている。詳細は後述。

## 初回生産限定盤
初回生産限定盤には以下の特典が収録・封入されている。

## 収録曲

### 通常盤
1. JOYJOYエクスペリエンス (3:56)
PVはフルアニメーションで作られている。
2. STEREO FREAKS (3:13)
桃野がDJを務めるFM802「MUSIC FREAKS」内で、『monobrightでラジオの曲を作る!』と発言したことをきっかけに作られた曲。『monobright 桃野陽介presents「THANK YOU RADIO! ～RADIO STARの喜劇～」 』というプロジェクトが始動、全国のリスナーからメッセージを募集し、桃野がインスピレーションを膨らませて完成した。

### 初回生産限定盤
1. JOYJOYエクスペリエンス (3:56)
2. STEREO FREAKS (3:17)

<BONUS TRACK>LIVE RECORDINGS from monobright LIVE TOUR「ブライトンロック2009 ～NIPPON TWO-LLING～」
1. 踊る脳 (3:33)
2. 歌も僕との妄想 (4:31)
3. ヒーローヤング (4:23)

全作詞・作曲：桃野陽介　編曲：monobright